# Datteln
Datteln é uma cidade da Alemanha, localizado no distrito de  Recklinghausen, região administrativa de Münster, estado da Renânia do Norte-Vestfália.